# Джузепе Перукети
Джузепе Перукети (на италиански: Giuseppe Peruchetti) е бивш италиански футболен вратар и треньор.
Перукети започва да тренира футбол в местния отбор, където прекарва шест сезона, докато не отива на военна служба в Бресаноне. След като се завръща продължава да играе с аматьорски отбори от град Бреша, докато не преминава при младежите на Бреша Калчо през 1928 г. Официален дебют за отбора прави на 18 ноември 1928 г. и прекарва следващите седем сезона там. Перукети израства на високо ниво в тима, като дори поставя клубен рекорд за суха мрежа (подобрен чак през 2010 г.) и бива забелязан от националния селекционер на страната. На 17 май 1936 г. той облича фланелката на Италия в мач срещу Австрия (2-2). През лятото на същата година преминава в Амброзиана-Интер, където прекарва пет сезона, включително един като треньор. Печели два пъти шампионата и един път купата на страната. През сезон 1940-41 заедно с Итало Дзамберлети, застават начело на нерадзурите. Отбора завършва втори в класирането. Любопитното е, че именно той и Дзамберлети настояват пред клуба за продажбата на Джузепе Меаца в АК Милан. Следващата година отново слага ръкавиците и застава на вратата на Ювентус до 1944 г. С тях печели Копа Италия през 1942 г.
Перукети загива трагично през 1995 г., когато пада от балкона на къщата си.

## Отличия
- Шампион на Италия: 2

Интер: 1937-38, 1939-40
- Копа Италия: 2

Интер: 1938-39
Ювентус: 1941-42